# Maurice Jarre
Pour les articles homonymes, voir Jarre.
Maurice Jarre  est un compositeur français de musiques de scènes et de musiques de films, né le 13 septembre 1924 dans le 5e arrondissement de Lyon (Rhône) et mort le 28 mars 2009 à Malibu (Californie) aux États-Unis.

## Biographie

### Famille et vie privée
Maurice Jarre est le fils d'André Jarre, directeur technique de Radio Lyon, rachetée par Pierre Laval, en 1928.
En mars 1946, il épouse France Pejot (1914-2010) résistante appartenant au mouvement Franc-tireur. Leur fils Jean-Michel naît le 24 août 1948. Le couple divorce en 1953.
En 1965, il épouse l'actrice Dany Saval et une fille, Stéfanie Jarre, naît en 1965. Ils divorcent peu après. En 1973, Dany Saval épouse Michel Drucker, lequel élève Stéfanie comme sa propre fille.
Fin 1967, il épouse l'actrice Laura Devon (1931-2007), dont il adoptera le fils, Kevin Jarre (1954-2011). Le couple divorce en 1984.
Enfin, en 1984, il épouse Fui Fong Khong (née en 1955), d'origine chinoise, qui l'accompagne jusqu'à sa mort.

### Carrière
Maurice Jarre s'intéresse assez tard à la musique. Timbalier de formation, Jarre débute à la Compagnie Renaud-Barrault en 1946, formant un duo avec Pierre Boulez (au piano et aux ondes Martenot). Il s'intéresse très vite à la composition.
On lui commande en 1948 sa première musique de scène pour Le Gardien du Tombeau, de Franz Kafka. Nommé par Jean Vilar, il devient directeur musical du Théâtre national populaire (TNP) durant douze années (1951-1963).
Il compose les mythiques trompettes, la fanfare d'accueil de Lorenzaccio, qui retentit en juillet lors de chaque représentation du festival d'Avignon dans la cour d'honneur du palais des papes.
Pour le TNP il compose notamment, outre celle de Lorenzaccio, les musiques de Richard II, Macbeth, Le Prince de Hombourg, Nucléa, Meurtre dans la cathédrale, Don Juan, Le Médecin malgré lui, Ruy Blas, La Découverte du Nouveau-Monde. Il compose aussi une nouvelle musique de scène pour Lorenzaccio, cette fois lors de la reprise de cette pièce à la Comédie-Française dans la mise en scène de Franco Zeffirelli.
Son activité de compositeur de musiques de film démarre dans les années 1950 pour des courts métrages (des compositions pour les films de Georges Franju, Jacques Demy, Alain Resnais notamment) puis des longs métrages à partir de 1958 (La Tête contre les murs de Georges Franju).
C'est également dans les années 1950, en 1955, qu'est créée une célèbre composition de Maurice Jarre : le tout premier indicatif de la station de radio française Europe 1. Diffusé à la fin des émissions, il marque l'identité sonore de la station.
Sa carrière internationale démarre véritablement en 1962 avec Lawrence d'Arabie, qui lui vaudra son premier oscar. Ce film scelle la collaboration du réalisateur David Lean avec Jarre.
En 1965, il s'installe en Californie.
Jarre a aussi composé des œuvres de concert et écrit cinq ballets dont Notre-Dame de Paris pour l'Opéra de Paris.
Lors du festival de Berlin en février 2009, il reçoit un Ours d'or pour l'ensemble de sa carrière. C'est sa dernière apparition en public.
Il fait partie des rares artistes français à avoir été honorés par une étoile au Hollywood Walk of Fame à Los Angeles.

### Mort
Atteint d'un cancer, il meurt le 28 mars 2009 dans sa villa de Malibu à l'âge de 84 ans. Il est incinéré le 2 avril à Los Angeles, où il est ensuite inhumé.

### Héritage
L'héritage de Maurice Jarre suscita la controverse. Ses dernières volontés ont été de léguer l'intégralité de sa fortune et de ses droits d'auteurs à sa veuve, déshéritant de fait ses trois enfants. Il s'est appuyé sur la loi californienne, puisqu'il était résident américain depuis des décennies. Contrairement au droit français, il y est possible de constituer un trust familial afin de répartir librement la part de l'héritage. Ses enfants tenteront en vain de remettre en cause ses volontés afin de percevoir leur réserve héréditaire. Sa dernière épouse réclame les droits détenus par la SACEM.
En 2017, la Cour de cassation rejette le pourvoi formé contre l'arrêt de la cour d'appel de Paris de 2016, confirmant ainsi les droits du trustee Fui Fong Khong sur l'intégralité de l'héritage ; les juges s'en tiennent à l'abrogation du droit de prélèvement en 2011 et au fait que l'absence de réserve héréditaire ne contrarie pas l'ordre public international dès lors que les plaignants ne sont pas en situation de précarité financière. En 2024, la Cour européenne des droits de l'homme donne raison à la Cour de cassation.

## Compositions

### Œuvres de concert
- Trois danses pour ondes Martenot et percussion
- Passacaille à la mémoire d'Arthur Honegger pour orchestre
- Ronde de nuit, pour orchestre
- Mobiles pour violon et orchestre
- Suite ancienne pour piano et percussion
- Couleurs du temps pour 5 cuivres, cordes, timbales et percussion
- Le Premier Jour du printemps pour percussion
- Cantate pour une démente pour voix, chœur et orchestre
- Étoiles de midi
- Concerto pour cordes et percussion
- Polyphonies concertantes pour piano, trompette, percussion et orchestre
- Concerto pour EVI et orchestre
- Mouvements en relief pour orchestre
- Béatitudines pour chœur
- Sinfonietta

### Ballets
- Fâcheuse Rencontre
- Le Jardin de Tinajatama
- Notre-Dame de Paris
- Masques de femmes
- Le Poète assassiné
- Winter War
- Les Filles du feu
- Maldoror

### Divers
- Loin de Rueil, comédie musicale
- Ubu
- Le Palais du vent violent
- Armida, opéra-ballet
- Giubileo pour chœur et orchestre
- Ruisselle, opéra

## Filmographie

### Cinéma

#### Années 1950
- 1957 : Le Feu aux poudres de Henri Decoin
- 1959 : La Tête contre les murs de Georges Franju
- 1959 : Les Dragueurs de Jean-Pierre Mocky
- 1959 : La Bête à l'affût de Pierre Chenal
- 1959 : Les Étoiles de midi de Marcel Ichac
- 1959 : Vous n'avez rien à déclarer ? de Clément Duhour
- 1959 : Le Tapis volant d'Arié Mambouch, court métrage d'animation

#### Années 1960
- 1960 : Les Yeux sans visage de Georges Franju
- 1960 : La Main chaude de Gérard Oury
- 1960 : La Corde raide de Jean-Charles Dudrumet
- 1960 : Drame dans un miroir (Crack in the Mirror) de Richard Fleischer
- 1960 : Recours en grâce de László Benedek
- 1961 : Le Puits aux trois vérités de François Villiers
- 1961 : Le Président d'Henri Verneuil
- 1961 : Pleins Feux sur l'assassin de Georges Franju
- 1961 : Le Grand Risque (The Big Gamble) de Richard Fleischer
- 1961 : Les Amours célèbres de Michel Boisrond
- 1962 : Le Soleil dans l'œil de Jacques Bourdon
- 1962 : Les Oliviers de la justice de James Blue
- 1962 : L'Oiseau de paradis de Marcel Camus
- 1962 : Ton ombre est la mienne d'André Michel
- 1962 : Thérèse Desqueyroux de Georges Franju
- 1962 : Le Jour le plus long (The Longest Day) de Ken Annakin, Andrew Marton, Darryl F. Zanuck et Bernhard Wicki
- 1962 : Les Dimanches de Ville d'Avray de Serge Bourguignon
- 1962 : Lawrence d'Arabie (Lawrence of Arabia) de David Lean
- 1963 : Un roi sans divertissement de François Leterrier
- 1963 : Judex de Georges Franju
- 1964 : Et vint le jour de la vengeance (Behold a Pale Horse) de Fred Zinnemann
- 1964 : Le Train (The Train) de John Frankenheimer
- 1964 : Week-end à Zuydcoote de Henri Verneuil
- 1965 : L'Obsédé (The Collector) de William Wyler
- 1965 : Le Docteur Jivago (Doctor Zhivago) de David Lean
- 1966 : Paris brûle-t-il ? de René Clément
- 1966 : Les Professionnels (The Professionals) de Richard Brooks
- 1966 : Un hold-up extraordinaire (Gambit) de Ronald Neame
- 1966 : Grand Prix de John Frankenheimer
- 1967 : La Nuit des généraux (The Night of the Generals) d'Anatole Litvak
- 1967 : La Vingt-cinquième heure d'Henri Verneuil
- 1968 : Pancho Villa (Villa Rides) de Buzz Kulik
- 1968 : Cinq cartes à abattre (5 Card Stud) de Henry Hathaway
- 1968 : L'Homme de Kiev (The Fixer) de John Frankenheimer
- 1968 : Isadora de Karel Reisz
- 1969 : The Extraordinary Seaman de John Frankenheimer
- 1969 : Les Damnés (La Caduta degli dei) de Luchino Visconti
- 1969 : L'Étau (Topaz) d'Alfred Hitchcock

#### Années 1970
- 1970 : Las Vegas, un couple (The Only Game in Town) de George Stevens
- 1970 : El Condor de John Guillermin
- 1970 : La Fille de Ryan (Ryan's Daughter) de David Lean
- 1971 : Une saison en enfer (Una stagione all'inferno) de Nelo Risi
- 1971 : Plaza Suite de Arthur Hiller
- 1971 : Soleil rouge de Terence Young
- 1972 : Jeanne, papesse du diable (Pope Joan) de Michael Anderson
- 1972 : Juge et Hors-la-loi (The Life and Times of Judge Roy Bean) de John Huston
- 1972 : De l'influence des rayons gamma sur le comportement des marguerites (The Effect of Gamma Rays on Man-in-the-Moon Marigolds) de Paul Newman
- 1973 : Le Piège (The MacKintosh Man) de John Huston
- 1973 : Les Noces de cendre (Ash Wednesday) de Larry Peerce
- 1974 : Grandeur nature de Luis García Berlanga
- 1974 : L'Île sur le toit du monde (The Island at the Top of the World) de Robert Stevenson
- 1975 : Mandingo de Richard Fleischer
- 1975 : La Brigade du Texas (Posse) de Kirk Douglas
- 1975 : Mr. Sycamore de Pancho Kohner
- 1975 : L'Homme qui voulut être roi (The Man Who Would Be King) de John Huston et John Foreman
- 1976 : Le Message (The Message / Ar Risala) de Moustapha Akkad
- 1976 : Parole d'homme (Shout at the Devil) de Peter R. Hunt
- 1976 : Le Dernier nabab (The Last Tycoon) d'Elia Kazan
- 1977 : L'Espion qui m'aimait (The Spy Who Loved Me) de Lewis Gilbert (clin d’œil à Lawrence d'Arabie)
- 1977 : Le Prince et le Pauvre (Crossed Swords) de Richard Fleischer
- 1977 : Jésus de Nazareth de Franco Zeffirelli
- 1977 : Il était une fois la légion (March or Die) de Dick Richards
- 1978 : La Tortue sur le dos de Luc Béraud
- 1978 : Deux Solitudes (Two Solitudes) de Lionel Chetwynd
- 1979 : Le Tambour (Die Blechtrommel) de Volker Schlöndorff
- 1979 : Qui a tué le président ? (Winter Kills) de William Richert
- 1979 : Le Magicien de Lublin de Menahem Golan

#### Années 1980
- 1980 : Flics-Frac ! (The Black Marble) de Harold Becker
- 1980 : The American Success Company de William Richert
- 1980 : Le Dernier Vol de l'arche de Noé (The Last Flight of Noah's Ark) de Charles Jarrott
- 1980 : Resurrection de Daniel Petrie
- 1981 : Le Lion du désert (Lion of the Desert) de Moustapha Akkad
- 1981 : Le Faussaire (Die Fälschung) de Volker Schlöndorff
- 1981 : Le Dernier clairon (Taps) de Harold Becker
- 1982 : Firefox, l'arme absolue (Firefox) de Clint Eastwood
- 1982 : Docteurs in love (Young Doctors in Love) de Garry Marshall
- 1982 : Don't Cry, It's Only Thunder de Peter Werner
- 1982 : L'Année de tous les dangers (The Year of Living Dangerously) de Peter Weir
- 1983 : Au nom de tous les miens de Robert Enrico
- 1984 : Top Secret! de Jim Abrahams, David Zucker et Jerry Zucker
- 1984 : Dreamscape de Joseph Ruben
- 1984 : La Route des Indes (A Passage to India) de David Lean
- 1985 : Witness: Témoin sous surveillance (Witness) de Peter Weir
- 1985 : Mad Max: au-delà du dôme du tonnerre (Mad Max Beyond Thunderdome) de George Miller et George Ogilvie
- 1985 : La Promise (The Bride) de Franc Roddam
- 1985 : Enemy (Enemy Mine) de Wolfgang Petersen
- 1986 : Tai-Pan de Daryl Duke
- 1986 : Mosquito Coast (The Mosquito Coast) de Peter Weir
- 1986 : Les Guerriers du soleil (Solarbabies) d'Alan Johnson
- 1987 : Le Palanquin des larmes de Jacques Dorfmann
- 1987 : Shuto shoshitsu de Toshio Masuda
- 1987 : Sens unique (No Way Out) de Roger Donaldson
- 1987 : Liaison fatale (Fatal Attraction) d'Adrian Lyne
- 1987 : Julia et Julia (Giulia e Giulia) de Peter Del Monte
- 1987 : Gaby: A True Story de Luis Mandoki
- 1988 : Wildfire de Zalman King
- 1988 : Pleine Lune sur Parador (Moon over Parador), de Paul Mazursky de Paul Mazursky
- 1988 : Gorilles dans la brume (Gorillas in the Mist: The Story of Dian Fossey) de Michael Apted
- 1988 : Distant Thunder de Rick Rosenthal
- 1989 : Le ciel s'est trompé (Chances Are) d'Emile Ardolino
- 1989 : Le Cercle des poètes disparus (Dead Poets Society) de Peter Weir
- 1989 : Prancer de John D. Hancock
- 1989 : Ennemies, une histoire d'amour (Enemies: A Love Story) de Paul Mazursky

#### Années 1990
- 1990 : Ghost de Jerry Zucker
- 1990 : Solar Crisis de Richard C. Sarafian
- 1990 : La Mort sera si douce (After Dark, My Sweet) de James Foley
- 1990 : L'Échelle de Jacob (Jacob's Ladder) d'Adrian Lyne
- 1990 : Un ange... ou presque (Almost an Angel) de John Cornell
- 1991 : Ta mère ou moi (Only the Lonely) de Chris Columbus
- 1991 : Cruel dilemme (en) (Fires Within) de Gillian Armstrong
- 1992 : Rakuyô de Rou Tomono
- 1992 : La Différence (School Ties) de Robert Mandel
- 1992 : Agaguk (Shadow of the Wolf) de Jacques Dorfmann
- 1993 : Mr. Jones de Mike Figgis
- 1993 : État second (Fearless) de Peter Weir
- 1995 : Les Vendanges de feu (A Walk in the Clouds) d'Alfonso Arau
- 1996 : The Sunchaser de Michael Cimino
- 1997 : Le Jour et la nuit de Bernard-Henri Lévy
- 1999 : Sunshine d'István Szabó

#### Années 2000
- 2000 : Je rêvais de l'Afrique (I Dreamed of Africa) de Hugh Hudson

### Télévision
- 1952 : Hôtel des Invalides de Georges Franju (documentaire)
- 1956 : Toute la mémoire du monde d'Alain Resnais (documentaire)
- 1956 : Le Théâtre national populaire de Georges Franju (documentaire)
- 1956 : Sur le pont d'Avignon de Georges Franju (documentaire)
- 1957 : Le Bel Indifférent de Jacques Demy (court-métrage)
- 1959 : Vel' d'Hiv de Guy Blanc et Frédéric Rossif (documentaire)
- 1960 : De fil en aiguille (téléfilm)
- 1961 : Loin de Rueil (téléfilm)
- 1961 : Le Temps du ghetto de Frédéric Rossif (documentaire)
- 1962 : Othello (téléfilm)
- 1962 : Les Travestis du diable (documentaire)
- 1963 : Les Rustres (téléfilm)
- 1963 : Les Animaux de Frédéric Rossif (documentaire)
- 1963 : Pour l'Espagne de Frédéric Rossif (documentaire)
- 1963 : Mourir à Madrid de Frédéric Rossif (documentaire)
- 1965 : Le Dernier Matin d'Arthur Rimbaud de Jean Barral (court-métrage)
- 1965 : Le Dernier Matin de Guy de Maupassant de Maurice Fasquel (court-métrage)
- 1972 : Jean Vilar, une belle vie de Jacques Rutman (documentaire)
- 1974 : Great Expectations (téléfilm)
- 1975 : The Silence (en) (téléfilm)
- 1977 : Jésus de Nazareth (Jesus of Nazareth) (feuilleton télévisé)
- 1978 : The Users (en) (téléfilm)
- 1978 : Mourning Becomes Electra (feuilleton télévisé)
- 1978 : Ishi: The Last of His Tribe (en) (téléfilm)
- 1980 : Shogun (feuilleton télévisé)
- 1980 : Enola Gay: The Men, the Mission, the Atomic Bomb (téléfilm)
- 1981 : Vendredi ou la Vie sauvage (téléfilm)
- 1982 : Coming Out of the Ice (téléfilm)
- 1984 : The Sky's No Limit (téléfilm)
- 1984 : Samson and Delilah (téléfilm)
- 1985 : Au nom de tous les miens (feuilleton télévisé)
- 1986 : Apology (téléfilm)
- 1988 : Le Meurtre de Mary Phagan (en) (The Murder of Mary Phagan) (téléfilm)
- 2001 : 'Topaz': An Appreciation by Film Critic/Historian Leonard Maltin (vidéo)
- 2001 : In Love with the Desert (vidéo)
- 2001 : 1943, l'ultime révolte (Uprising) (téléfilm)

## Distinctions

### Récompenses
Une étoile porte son nom sur le Hollywood Walk of Fame.
Il a été récompensé de trois Oscars de la meilleure musique de film, chaque fois pour un film de David Lean :
- 1963 : Lawrence d'Arabie
- 1966 : Docteur Jivago
- 1985 : La Route des Indes

Il a été récompensé également de quatre Golden Globes de la meilleure musique de film :
- 1966 : Docteur Jivago
- 1985 : La Route des Indes
- 1989 : Gorilles dans la brume
- 1996 : Les Vendanges de feu

Autres récompenses :
- 1985 : 7 d'or, catégorie : Meilleure musique / Meilleure musique originale, pour Au nom de tous les miens
- 1986 : César d'honneur
- 1989 : BAFTA de la meilleure musique de film pour Le Cercle des poètes disparus
- 1991 : Récompense « Top Box Office Films » par l'American Society of Composers, Authors and Publishers, pour Ghost
- 1997 : Prix SACD, catégorie : Musique
- 1999 : « Hommage » du Festival du cinéma américain de Deauville
- 2005 : Prix du cinéma européen European Award d'honneur-Contribution européenne au cinéma mondial
- 2009 : Ours d'or d'honneur pour l'ensemble de sa carrière

### Nominations
- 1963 : Golden Globe de la meilleure musique de film, avec Lawrence d'Arabie
- 1964 : Oscar de la meilleure musique de film, avec Les Dimanches de Ville d'Avray
- 1967 : Golden Globe de la meilleure musique de film, avec Paris brûle-t-il ?
- 1973 : Golden Globe de la meilleure musique de film, avec Juge et Hors-la-loi
- 1973 : Oscar de la meilleure chanson originale, avec Juge et Hors-la-loi (pour la chanson Marmalade, Molasses & Honey)
- 1976 : Golden Globe de la meilleure musique de film, avec L'Homme qui voulut être roi
- 1978 : Oscar de la meilleure musique de film, avec Le Message
- 1986 : Oscar de la meilleure musique de film, avec Witness
- 1986 : Golden Globe de la meilleure musique de film, avec Witness
- 1987 : Golden Globe de la meilleure musique de film, avec Mosquito Coast
- 1989 : Oscar de la meilleure musique de film, avec Gorilles dans la brume
- 1991 : Oscar de la meilleure musique de film, avec Ghost

### Webzine Underscores
- Portrait de Maurice Jarre.
- Analyse de la collaboration entre Maurice Jarre et Georges Franju.

### Documentaire
- Maurice Jarre, portrait de la collection Bandes originales, réalisé par Pascale Cuenot, production Prelight Films, 2007